# Edificio del Mercado Central Municipal de Talca
El edificio del Mercado Central Municipal de Talca es un inmueble de carácter patrimonial ubicado en la zona céntrica de la comuna chilena de Talca, Región del Maule. Fue inaugurado el año 1890 para albergar el principal mercado de la ciudad y en la actualidad se encuentra en abandono.
Se encuentra en la manzana comprendida por las calles 4 y 5 oriente,1 sur y 1 norte. 

## Historia
El edificio se encuentra en un lugar en el que, históricamente, se ubicaron los principales mercados de la comuna. Los registros muestran que antes de 1835, en el sitio se ubicaba la mayor plaza de abastos de la comuna. En dicho año, el intendente Miguel Concha compró la cuadra para instalar el principal mercado de abastos de la ciudad, necesario luego del derrumbe del anterior como consecuencia del terremoto de 1835.
Hacia finales de la década de 1880, el presidente José Manuel Balmaceda intentó promover la renovación del mercado, como parte de su plan de obras públicas enfocadas en regiones. De estos planteamientos surgió, en 1890, el edificio del mercado que se mantiene en esencia hasta la actualidad.
A lo largo de su historia, el edificio ha vivido diversos procesos de reconstrucción y arreglos, principalmente como consecuencia de los distintos terremotos que han afectado la zona central del país, entre ellos el de 1906, 1928 y 1939, además de algunos incendios, como el de septiembre de 1910 que arrasó con más de 50 locales.
En la década de 1950, la nave externa comenzó a ser afectada en mayor medida por los cambios realizados por los locatarios particulares, que incluían la modificación de puertas y ventanas, instalación de letreros y modificación interna de cada local, entre otros. En la década de 1980 fue demolido el costado norte de la estructura externa, para la construcción de estacionamientos vehiculares.
El 28 de mayo de 1998, y luego de años de trabajos por parte de las autoridades y los propios locatarios del mercado, el gobierno de Chile declaró el edificio del mercado como monumento histórico nacional, con la intención de preservar su estructura y protegerlo de alteraciones mayores.
En el año 2000 volvió a incendiarse, esta vez en el patio principal. Dicho incendio provocó diversos daños y recién el año 2002 pudo volver a reinaugurarse.
El golpe mayor del mercado fue provocado por el terremoto del 27 de febrero del 2010, donde el recinto quedó inutilizable y en un abandono casi total, exceptuando unos pocos locales en su zona exterior. El resto de locatarios fueron reubicados en un pequeño espacio al costado norte del recinto antiguo, donde se encontraba el estacionamiento vehicular. Sumado a esto, en enero de 2014 el edificio volvió a incendiarse, quedando con un daño superior al 70 % de la estructura y afectando también a la ubicación provisoria de los locatarios.
A finales de junio de 2024, los pocos locatarios que quedaban en el recinto antiguo, junto con quienes se encontraban en las instalaciones provisorias, fueron forzados a cambiarse de ubicación, decretando definitivamente el abandono total del mercado.

## Arquitectura

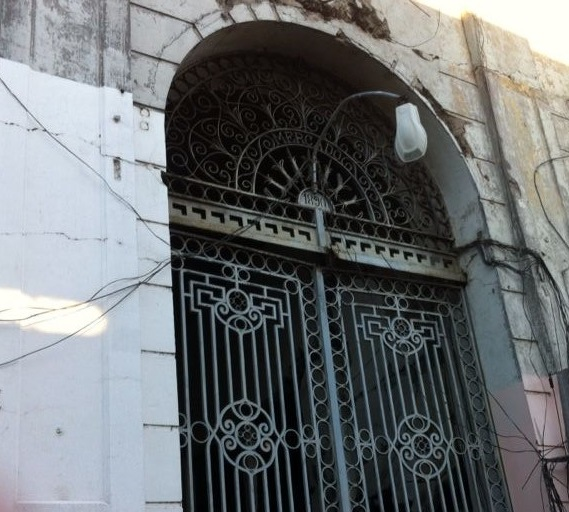
Puerta de ingreso al recinto. En el diseño puede observarse el año de inauguración del mercado: 1890

El edificio en sí cuenta con diversos detalles arquitectónicos, especialmente en su fachada. En un principio constaba principalmente de una estructura con detalles propios del neoclásico, incluidos las zonas superiores y en las entradas. Sin embargo, con el tiempo, se comenzó a habilitar una mayor cantidad de locales comerciales que daban hacia las afueras del recinto, lo que afectó en gran medida a la apariencia estética de la fachada, pues la instalación de carteles, la construcción de ventanas particulares y los cambios en la pintura de cada local desordenó en gran medida la serenidad de la estructura.
El mercado contaba con dos grandes estructuras: en primer lugar, la nave externa que daba hacia la calle, la cual en un principio rodeaba a toda la manzana. Esta sección contaba con cuatro entradas principales protegidas con unas características rejas hechas a mano, con amplios elementos decorativos y que incluye en su zona superior el año de fundación del mercado. Además de esto, la zona exterior se encontraba llena de locales comerciales que rodeaban la totalidad de la cuadra. Esta estructura era la que contaba con mayores detalles estéticos
Y en segundo punto se encuentra el patio principal, el cual consta de una estructura de ladrillo con una gran cantidad de ventanas y con un gran techo que le cubre. Este era el sitio más relevante del mercado, pues era donde se instalaban los tradicionales vendedores de artesanías y otros. Este edificio tenía una mayor cantidad de entradas y contaba con menos elementos decorativos que la otra sección, pues era mayoritariamente de ladrillo revestido con estuco.